# إيرين ساتكليف
إيرين ساتكليف (بالإنجليزية: Irene Sutcliffe)‏ هي ممثلة بريطانية، ولدت في 12 يوليو 1930 في بيرنلي في المملكة المتحدة، وتوفيت في 3 مايو 2019.

## وصلات خارجية
- إيرين ساتكليف على موقع IMDb (الإنجليزية)
- إيرين ساتكليف على موقع روتن توميتوز (الإنجليزية)
- إيرين ساتكليف على موقع ميوزك برينز (الإنجليزية)
- إيرين ساتكليف على موقع قاعدة بيانات الفيلم (الإنجليزية)